# Bicske
Bicske (tyska: Witschke) är en stad och kommun i distriktet Bicske i provinsen Fejér i Ungern. Kommunen har 11 248 invånare (2024), på en yta av 77,08 km².

## Historia
Bicske finns för första gången omnämnd 1306, medan adelsfamiljen med samma namn finns omnämnd från 1258. Staden fick 1884 järnvägsförbindelse. Bicske fick stadsrättigheter år 1986.